# 水曜だけど土曜の番組
『水曜だけど土曜の番組』（すいようだけどどようのばんぐみ）は、熊本放送（RKKテレビ）で放送されているテレビ番組（ローカルバラエティ）である。開始時の番組名は「土曜の番組」（どようのばんぐみ）で、2017年4月1日から2021年9月18日までその名の通り毎週土曜日に放送していた。

## 概要
2017年4月1日放送開始。その前月まで金曜深夜に放送していた、まさやんがメインMCを務めた「タマガル金曜日 ガルキン!」の後継番組にあたる。
気になる話題や人・疑問を追いかけ、知られざるディープな話題を中心に紹介する。
普段は収録放送（一部回は生放送）で、スタジオパートは熊本放送本社某所の和室にて収録されていたが、2020年6月以降はCOVID-19の大流行の影響から、スタッフの密集を避けるため、生放送用兼展示用のセット（Yスタジオの旧「RKK NEWS JUST.」の区画に設置）での収録となるが、「水曜だけど土曜の番組」への移行に伴い、Yスタジオの一角にある通常のスタジオセットに変更された。
2021年9月29日から水曜 20:55 - 21:57枠に移行、タイトルも「水曜だけど土曜の番組」に変更。これにより、RKKテレビでは「週刊山崎くん」と合わせて、水曜日のゴールデンタイムに自社制作のレギュラーバラエティ番組が2本編成されることとなる。また、従前の土曜昼枠では傑作選「土曜の番組アンコール」として引き続きタイトルが残り、同日深夜の再放送も継続される。
2025年7月2日放送のエンディングで糸永が同年9月をもってRKKを退社し、東京を拠点にフリーアナウンサーとして活動することを発表。同時にフリー転向後も当番組の続投も発表した。

## 出演者

### 司会
リポーター兼務。
- まさやん
- 糸永有希（RKKアナウンサー）

### リポーター等

#### リポーター
- 草野遥 - 2018年度の一時期[注釈 7]と、2020年度・2022年度・2025年の前半[注釈 8]を除き、ほぼ毎週出演[注釈 9]。
- 田中洋平 - 2018年4月から。まさやんとコンビで「田中しばりの旅」（後述）のみ担当。
- 水上清乃 - 2019年6月から
- 川上涼佳 - 2023年8月から。RKKラジオ「ミミーキャスター」49期OGで草野の後輩にあたる（草野は41期）。ミミー時代の2023年4月にも出演歴あり。
- かめきち - 2021年3月13日放送分で草野のピンチヒッター名目で登場したが、企画が好評であった為か同年5月1日放送分で同じ企画が行われ再登場した。
- 山内要 - 2020年10月17日放送分。草野のピンチヒッター名目での登場であった。
- 渡辺大輔 - 本来はナレーターだが、生放送時に中継リポーターを担当したことがある。
- 土曜のキャラバンカー - 県内行脚を目的に、2024年7月に導入された車両。ベース車は日産・NV200バネットで、水曜移行後の番組開始時刻にちなんだ20-55の希望ナンバー[注釈 10]を取得している。

#### スタッフ

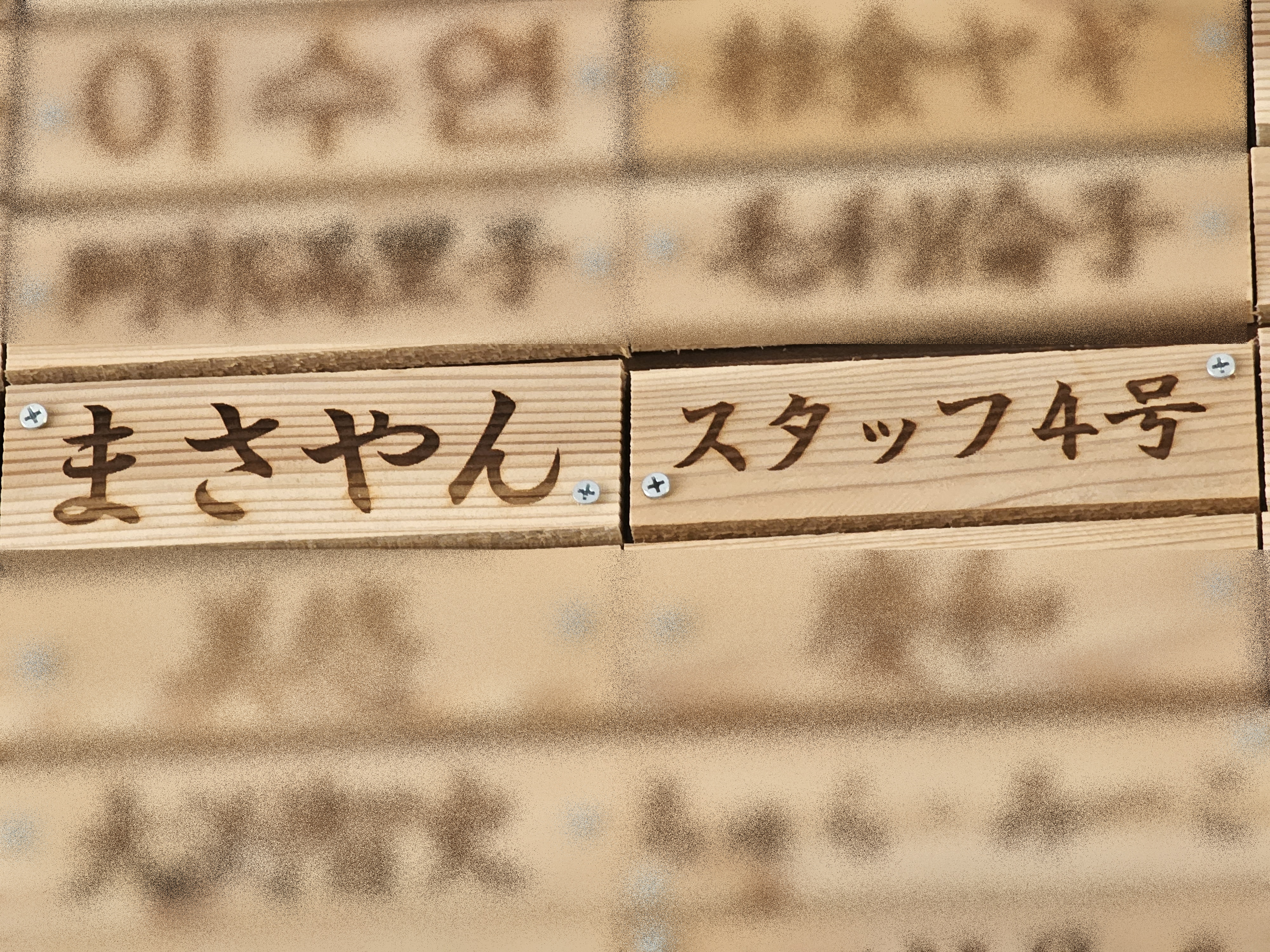
南阿蘇鉄道 阿蘇下田城駅（南阿蘇村）を管理する「阿蘇カラクリ研究所」のスポンサー制度「一口城主」の芳名板。「スタッフ4号」と「まさやん」の名が刻まれている。写真の範囲外には「糸永有希」の名もある（2025年4月撮影）

「スタッフ○号」と呼称される。基本は声のみの登場。
- 「スタッフ1号」-  男性、初代プロデューサーの鵜川健の変名。リポーターとしても「あんぐら物件探訪」等を担当。初登場時はプロデューサーだったが、2024年よりエグゼクティブ・プロデューサーに。職務の関係上、スタジオパートで声のみ登場することが非常に多い。
- 「スタッフ2号」- 女性[注釈 11]
- 「スタッフ4号」- 男性、本名:西谷英敏。制作会社所属で、製作に携わっている他局番組[注釈 12]でも稀に4号と西谷が同一人物であることを言及されることがある。
- 「スタッフ7号」- 男性[注釈 13]、制作会社所属。2022年度以降、登場が激減している。
- 「スタッフ8号」- フリーランスのディレクターの女性で、2018年から登場。同局の「週刊山崎くん」を長年担当しているのもあり、稀に同一人物であることが言及される。2022年度以降、ほぼ登場していない。
- 「スタッフ9号」- 男性[注釈 13]、制作会社所属。2022年度以降、登場が激減している。
- 「スタッフ11号」- 女性、本名:松田望[4]。熊本放送社員。2021年度の1年間のみ[注釈 14]、人事異動で記者として報道部に所属していた為[5]制作から外れていたが、記者としての取材先でも「11号（さん）」と声をかけられることがしばしばあったという[注釈 15]。2024年より「1号」こと鵜川の後任としてプロデューサーとなった為、スタジオパートで声のみ登場する機会が大幅に増加していたが、同年10月以降産休に入り登場しなくなった。
- 「スタッフ12号」- 男性。2019年度のみ登場。
- 「スタッフJr.」→「スタッフ13号」- 男性。2022年度から登場。2024年度より現在の呼称に。
- 「研修生」→「スタッフ14号」- 女性、熊本放送社員。2021年度から登場しており、新人ではなくなった後の2023年まで「研修生」と呼ばれる。
- 「スタッフ15号」- 男性。2024年から[注釈 16]登場。

#### その他
- 福島絵美（RKKアナウンサー〈出演当時〉）- 糸永の元上司（元アナウンス部長）。一部の企画でナレーションを担当するなど度々出演していた[注釈 17]。
- 本田史郎（RKKアナウンサー〈出演当時〉）- 糸永の元上司（糸永入社時のアナウンス部長）。一度出演した際に周囲からたいへん好評だったらしく、その後に出演した際[注釈 18]も非常に上機嫌であった。
- 後生川凜（RKKアナウンサー）- 熊高王（くまたかおう、後述）のホスト兼解答者として出演。
- 米満薫（RKKアナウンサー〈出演当時〉）- 入社直後に「熊本弁の修行」の名目で、常連出演者達の元を訪問した様子が放映された。
- きくちくん - 2021年現在も度々出演している。

## 企画
複数回放送されている企画

### 水曜移行後も継続中
- 熊本クイズ紀行[注釈 19]
- ご当地インフラソングを作ろう[注釈 20][公式Facebook 3]
- 私の〇〇を作りたい[注釈 21]
- ご当地有名人探訪[注釈 22]
- 低登山隊
- KSB（KSB:Kumamoto Short Bridge、短かすぎる橋を探す）シリーズ、狭小トンネルシリーズ
- （通称）清乃ジャージシリーズ[注釈 23]
- 土曜のカルタを作ろう※抽選販売された
- 土曜のカレンダーを作ろう※イベントで販売された

### 土曜時代のもの
- あんぐら物件探訪
- 草野遥のどきどきサタデー
- 田中しばりの旅[注釈 24]
- テレワークで○○[注釈 25]に伝えたい
- はしご酒シリーズ[注釈 26]
- 熊高王（くまたかおう）[注釈 27]

## エピソード・逸話
- 2019年9月23日（月・祝）[注釈 28]、2020年2月29日での閉店が決まっていた熊本パルコ（当時）屋上で「土曜の感謝祭in熊本パルコ」を開催、閉店直前の2020年2月11日には「熊本パルコ1日ジャック」[公式Facebook 7]を開催している。
- 2020年5月、糸永がRKKのブログ企画で社長室を尋ねた[7]際に、当時の熊本放送社長・上野淳も「様々な会合で『土曜の番組はRKKらしくない番組ですね。』と言われる」[注釈 29]と言っている[7]。
- 他系列のスタッフでも視聴している者がいるそうで、糸永曰く2023年7月14日に南阿蘇鉄道全線運行再開についての取材及び生中継で高森町（高森駅）を訪れた際に、同じく取材[8]で訪れていた当時日本テレビのエグゼクティブ・アナウンサーだった藤井貴彦から「土曜のヤツらです!」[9]と声をかけられ、当番組をTVer経由で視聴していることを明かされたという。
藤井は翌日（7月15日 - 16日）に熊本市の花畑広場で行なった番組イベント「土曜の縁日」をプライベートで観戦[10]。同年10月には、RKKが毎年秋に開催するイベント「RKKまつり」で行った番組スピンオフ企画であるラジオ番組「土曜のラジオ番組」の公開生放送では、音声メッセージによるクイズ出題という形で出演[11]することとなる。
また藤井が日本テレビを退職しフリーに転身した2024年に行われた同イベントでの「土曜のラジオ番組」公開生放送では、ゲストとして会場での生出演を果たした[10][11]。
- 前述の通り、熱心なファンを「土曜のヤツら」と呼称することもある。

## スタッフ
この番組では、プロデューサーの鵜川をはじめとする、主に取材に出るスタッフには番号が付けられている（鵜川＝スタッフ1号）。番号が判明している人物については括弧書きで番号を表記する。2022年10月現在。
- ナレーション：渡辺大輔
- フロアディレクター：山中聖子・吉野友規
- 取材： 上村雄介、牛島孝一郎、日高歩美、村上靖裕 等
- ディレクター：上米良夕子（8号）、西谷英敏（4号）、松田望（11号[5]） 等
- AUD：風呂本篤/小田侑大
- MA:風呂本篤/松下星倫
- プロデューサー：鵜川健（1号）
- 製作・著作：熊本放送（表記は「RKK」）

## 放送時間
（以下JST）
- 水曜だけど土曜の番組（本放送）
  - 水曜 20:55 - 21:57[注釈 30]
- 土曜の番組アンコール（傑作選）
  - 土曜 12:10 - 13:05
- 土曜の番組アンコール（傑作選）・再放送
  - 日曜（土曜深夜） 1:28 - 2:23（編成上の都合により無い場合もある）

### 動画配信
- 下記の動画配信サイトで最新回を放送翌日の木曜12:00から期間限定で配信
  - TVer
  - GYAO!
  - TBS FREE